# Renato Perico
Renato Perico (Sirone, 18 marzo 1895 – Revine Lago, 20 febbraio 1944) è stato un militare italiano.

## Biografia
Perico, con il grado di capitano prese parte alla guerra d'Etiopia nel 2º Reggimento alpini della 5ª Divisione alpina "Pusteria" meritando come prima decorazione una croce di guerra al valor militare.

### La seconda guerra mondiale
Il 3 settembre 1939 Perico con il grado di maggiore assunse il comando del Battaglione alpini "Pieve di Cadore" del 7º Reggimento alpini della "Pusteria" mantenendolo per tutta la durata della seconda guerra mondiale prima sul fronte francese, poi in Albania.
Il 4 dicembre 1940 il "Cadore" occupò l'altura strategica di Gallina di Ciaf. L'esercito greco l'8 dicembre lanciò una imponente offensiva direttamente contro il "Cadore" riuscendo a penetrare in più punti nello schieramento italiano, nonostante ciò il battaglione riuscì a ricacciare indietro l'avversario e a riprendere le posizioni. Nei duri scontri cadde anche il colonnello Rodolfo Psaro, comandante del 7º Reggimento alpini. Il giorno seguente i greci condussero una nuova offensiva. Il "Cadore" ormai a corto di munizioni si difese anche con la baionetta e dopo 36 ore di combattimento ripiegò a Sciarova dove Perico costituì insieme al "Bassano" una testa di ponte sul fiume Osum. La battaglia fu poi conosciuta come "combattimento delle 36 ore" e il battaglione ricevette l'elogio del Comandante d’Armata "per le alte virtù militari e guerriere della forte gente cadorina" mentre Perico fu decorato con la medaglia di bronzo al valor militare.
Quando tra il 13 e il 22 aprile 1941, quando iniziò il ripiegamento dell'esercito greco, guidò il II° Gruppo alpino Valle nell'incalzare le retroguardie e alla conquista dei territori abbandonati.
Dopo un periodo trascorso in Montenegro presso Čajniče il 23 aprile 1943 il battaglione rientrò in Italia per essere ridislocato in Provenza, prima a Manosque poi a Sospello. Dopo l'armistizio dell'8 settembre 1943 Perico ricevette l'ordine di posizionarsi sul Col di Brins per proteggere il fianco dell'armata italiana in ritirata dalla Francia da possibili attacchi tedeschi. Spostatosi poi nella zona di Boves, si sciolse il 22 settembre.

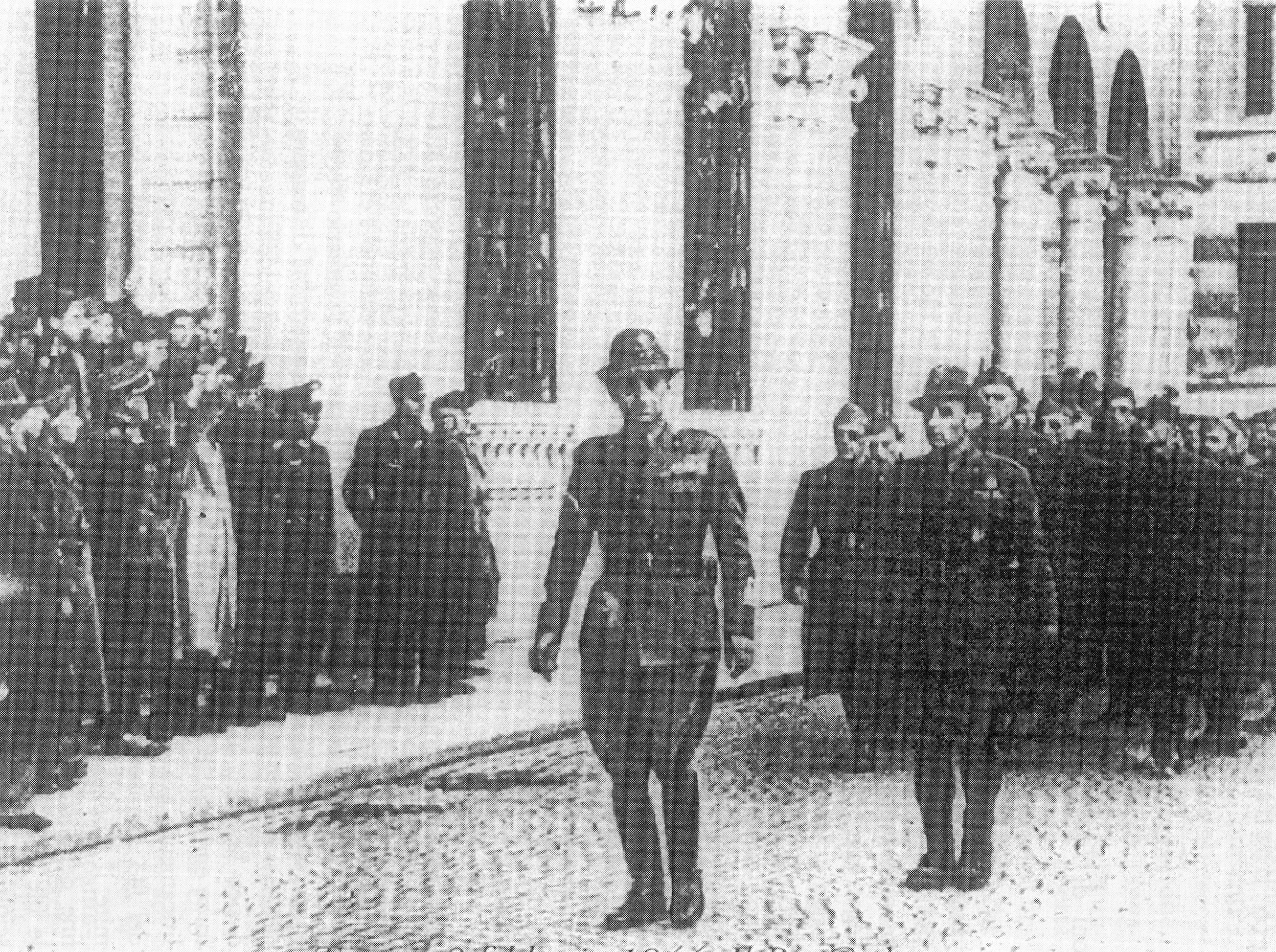
Treviso, Renato Perico alla testa del battaglione Cadore il 9 febbraio 1944 (in seconda fila il capitano Lorenzo Malingher)

Perico in seguito aderì alla Repubblica Sociale Italiana e, forte del prestigio acquisito in Albania e in Grecia, il 10 novembre 1943 istituì a Conegliano un Centro Raccolta Alpini (CRA) dove ricostituì il Battaglione alpino "Cadore" sulle classiche 67ª, 68ª e 75ª compagnia. Il battaglione ottenne di mantenere le proprie mostrine di epoca regia e di non essere impiegato in azioni antipartigiane. Al fine di convincere i richiamati a presentarsi ne centri raccolta Perico il 5 febbraio 1944 pubblicò sul Gazzettino un appello rivolto "agli alpini e agli artiglieri alpini" affinché si arruolassero. Il 9 febbraio 1944 con alla testa Perico il battaglione tenne il proprio giuramento a Treviso presso la Caserma "Salsa".
Negli stessi giorni Perico fu contattato dal CLN Belluno tramite alcuni suoi emissari comunisti del Distaccamento Garibaldi "Tino Ferdiani". Secondo la testimonianza di Ines Bizzi Perico veniva sondato dal partigiano Granzotto in un ristorante di Belluno presso Porta Dojona. Nel febbraio 1944 Granzotto dopo essere ritornato dall'ultimo incontro con Perico, verificata l'indisponibilità di Perico a disertare per aderire al movimento partigiano commissionò l'uccisione del colonnello a due partigiani che accompagnò personalmente fino a Longarone, dove si separarono. I due partigiani proseguirono per Revine dove giunti a casa di Perico chiesero di parlargli dopo essersi qualificati come due suoi ex ufficiali.  Quando Perico raggiunse la soglia di casa fu freddato con una raffica di mitra davanti ai familiari.
Tumulato nel cimitero di Conegliano sulla sua lapide fu scritto "Ten. col. alpini Renato Perico, caduto per la rinascita della Patria". Alla sua memoria fu intitolato il Centro Raccolta Alpini "Renato Perico" della Repubblica Sociale Italiana.
Dopo il comando interinale del capitano Lorenzo Malingher, alla guida del battaglione fu posto il tenente colonnello Ippolito Radaelli. Il Battaglione "Cadore" dopo un periodo trascorso al Centro addestramento reparti speciali nel settembre 1944 fu inserito nel Raggruppamento cacciatori degli Appennini come II° battaglione alpini "Cadore".

### Il dopoguerra
Nel dopoguerra la memoria di Renato Perico fu tenuta viva dalla sezione dell'Associazione Nazionale Alpini di Conegliano e quando nel 1976 fu ricostituito il battaglione "Cadore" fu chiamata Anna Tavelli, la vedova di Perico, per consegnare la bandiera di guerra.